# Política de Bielorrusia
La política de Bielorrusia se desarrolla en el marco de una república presidencialista con un parlamento bicameral. El presidente de Bielorrusia es el jefe de Estado. El poder ejecutivo es ejercido por el gobierno, en su parte superior se encuentra un primer ministro, designado por el presidente. El poder legislativo es de jure y recae en el parlamento bicameral, la Asamblea Nacional, sin embargo, el presidente puede promulgar decretos que se ejecutan de la misma manera como las leyes, por el tiempo indiscutible. La declaración de la independencia de Bielorrusia el 27 de julio de 1990, no se derivó de ansiadas aspiraciones políticas, sino de reacciones a acontecimientos nacionales y extranjeros. La declaración de la independencia de Ucrania, en particular, llevó a los dirigentes de la entonces RSS de Bielorrusia a darse cuenta de que la Unión Soviética estaba al borde de la disolución, como en verdad fue.
Después de la fundación de una República el 25 de agosto de 1991, Stanislav Shushkevich fue elegido para ser el primer líder de Bielorrusia y ocupó este cargo hasta 1994. Durante ese periodo de tiempo, Shushkevich dirigió el país de forma que le liberase de su pasado soviético y trató de mirar hacia occidente. Su sucesor, Alexander Lukashenko, cambió todo eso al asumir el cargo en 1994 y comenzó a girar su atención de occidente a Rusia. Y, durante su gobierno, Lukashenko comenzó a restablecer funciones y símbolos de la era soviética. Lukashenko, que sigue en el poder, ha provocado una gran atención en su país, debido a su forma de liderazgo, que ha sido considerada autoritaria por algunos y una dictadura por otros.